# Lillian Axe
I Lillian Axe sono un gruppo musicale hair metal statunitense, fondato nel 1983 a New Orleans, Louisiana.

## Storia del gruppo
I Lillian Axe si formarono nel 1983 a New Orleans originariamente composti dal chitarrista Steve Blaze, il cantante Johnny Vines, il bassista Michael Maxx e Danny King alla batteria. Il gruppo esordì come vera e propria glam band, e già agli esordi suonò da spalla a gruppi come Night Ranger, Cheap Trick e Autograph, registrando una demo di sei tracce. Non molto tempo dopo la formazione venne completamente rivoluzionata con l'inclusione di nuovi membri provenienti da una band di Houston, Texas, chiamata "Stiff": il cantante Ron Taylor sostituì Vines, Rob Stratton sostituì Maxx al basso e il chitarrista Jon Ster venne aggiunto come secondo chitarrista. A completare la formazione fu infine il batterista Danny King. Lasciandosi alle spalle l'immagine fortemente glam degli esordi, il gruppo firmò un accordo con il manager dei Ratt Marshall Berle, venendo messi sotto contratto con la major MCA Records. Il debutto discografico della band, l'omonimo Lillian Axe, venne pubblicato nel 1988 e prodotto dal chitarrista dei Ratt Robbin Crosby. Partecipò alle sessioni come membro esterno il tastierista Michael Dorian. Inoltre vennero accreditati come coristi i fratelli di Kip Winger (frontman dei Winger) Nate e Paul. Dopo la pubblicazione del disco, il gruppo partì in tour supportando band come Hurricane, Krokus, Lita Ford e King's X prima della pubblicazione del secondo disco Love + War, prodotto da Tony Platt l'anno successivo. L'album vedeva come ospite la cantante/attrice Vanity nel brano "My Number", cover dei Girl (band in cui militarono Phil Lewis degli L.A. Guns e Phil Collen dei Def Leppard). Venne poi programmato un tour britannico nel 1989, ma la MCA annullò le date ed improvvisamente bocciò la band a causa delle scarse vendite del disco.
L'etichetta indipendente Grand Slamm Records firmò un accordo con la band e pubblicò nel 1992 la raccolta Out of the Darkness, Into the Light (1987-89), contenente brani dei primi due album con la MCA. Venne quindi aggiornata la formazione con il nuovo bassista Darrin De Latte e l'ex-batterista dei Dirty Looks Gene Barnett. Seguì l'anno successivo la pubblicazione del terzo album in studio dal titolo di Poetic Justice. Questo fu il disco ad ottenere maggior successo commerciale, grazie anche al singolo "True Believer".
Barnett si unì con Chris Caffery e Jon e Criss Oliva dei Savatage, l'ex bassista di King Diamond Hal Patino in un progetto chiamato Doctor Butcher. Verrà sostituito nei Lillian Axe da Tommy Stewart in occasione del quarto album Psychoschizophrenia pubblicato nel 1993. Il gruppo però fallì il tour promozionale del nuovo disco, e decise di sciogliersi nel 1995.
Dopo lo scioglimento Stewart raggiunse la alternative metal band di Boston Godsmack, con il quale ottenne diversi successi guadagnando il platino. Stevie Blaze formò una nuova band chiamata Near Life Experience con il fratello Craig Nunenmacher alla batteria, l'ex chitarrista dei Crowbar Bob Bearden ed il bassista Jeff 'Okie' Okoneski. Il gruppo debuttò con un disco omonimo nel 1998. Emersero delle novità nel 1999 quando Blaze raggiunse i leggendari Angel, ma pubblicò anche il secondo capitolo dei Near Life Experience nel 2002.
Nel 2002 i Lillian Axe celebrarono la riunione con la pubblicazione del doppio live album Tear It Up- Live, il quale titolo venne infine rinominato Live 2002. L'album venne registrato a Houston, Texas il 4 maggio di quell'anno, e pubblicato per la nuova label Red & Gold Records. Nel primo 2004 emersero delle voci che affermavano che il concerto del 6 marzo a Schaumburg, Illinois, era l'ultimo con il cantante Ron Taylor. Le voci vennero poi confermate poco dopo, quando Taylor annunciò ufficialmente la sua dipartita. Il singer si unirà con il bassista dei Lillian Axe Darrin DeLatte in un progetto di cover acustiche chiamato Taylor/DeLatte. Inaspettatamente Steve Blaze recitò il ruolo di un vampiro di nome Marcus nel film Slayer Zed And The City Of The Dead. In settembre i Lillian Axe annunciarono il nuovo cantante Derrick LeFevre. Il nuovo album, dal titolo di Waters Rising, vedeva nel ruolo di tastierista l'ex membro degli Angel e Hardline Michael T. Ross. Il gruppo anaugurò la nuova formazione il giorno di capodanno a Baton Rouge, Louisiana. Il gruppo incise anche il brano natalizio "Here Is Christmas" per la compilation della Perris Records The Glam That Stole Christmas Vol. 1.
Verso il metà del 2005 Ron Taylor e Darrin DeLatte fondarono un progetto parallelo ai Darrin/DeLatte chiamato Lowside. Stevie Blaze partecipò ad un altro film horror chiamato Tao Of M, recitando il vampiro vampire Midael. Il film, diretto da James L. Bills, vedeva anche la partecipazione di Peter Steele dei Type O Negative ed alcuni membri dei Twisted Sister. Darrin Delatte abbandonò la formazione dei Lillian Axe nel maggio 2006, venendo sostituito da Eric Morris, proveniente dal progetto parallelo di Blaze Near Life Experience. Nel frattempo Derrick LeFevre parteciperà a vari tribute album per la Versailles Records, come It's So Easy: A Millennium Tribute to Guns N Roses con il brano "Rocket Queen", Just Like Paradise: A Millennium Tribute to Diamond David Lee Roth con "Just Like a Paradise", Always: A Tribute To Bon Jovi con il brano "Livin' On A Prayer".
I Lillian Axe firmarono per la Metro City Records nell'ottobre 2006, annunciando un nuovo disco. L'album, dal titolo di Waters Rising, verrà pubblicato nel 2007 per la Locomotive Music e vede la presenza del nuovo cantante Derrick LeFevre. Tale cantante rimase anche per il successivo  Sad Day On Planet Earth  del 2009. Nel 2010 la band divenne la prima hard rock band a essere nominata nella The Louisiana Music Hall of Fame.
Nel 2010 esce Deep Red Shadows su Love and War Records che oltre a materiale inedito, include vecchie canzoni riarrangiate in chiave acustica.
Nel 2011 entra a far parte della band il nuovo cantante Brian Jones e il nuovo album XI - The Days Before Tomorrow viene realizzato per l'etichetta tedesca AFM Records a inizio 2012.

## Formazione

### Formazione attuale
- Brian Jones - voce
- Steve Blaze - chitarra, tastiere
- Sam Poitevent - chitarra
- Eric Morris - basso
- Ken Koudelka - batteria

### Ex componenti
- Johnny Vines - voce
- Ron Taylor - voce
- Derrick LaFevre - voce
- Jon Ster - chitarra ritmica, tastiere, cori
- Darrin DeLatte - basso
- Rob Stratton - basso
- Danny King - batteria
- Gene Barnett - batteria
- Tommy "Stewart" Scott - batteria
- Michael "Maxx" Darby - basso

## Discografia

### Album in studio
- 1988 – Lillian Axe
- 1989 – Love + War
- 1992 – Poetic Justice
- 1993 – Psychoschizophrenia
- 1999 – Fields of Yesterday
- 2007 – Waters Rising
- 2009 – Sad Day on Planet Earth
- 2010 – Deep Red Shadows
- 2012 – XI - The Days Before Tomorrow

### Album dal vivo
- 2002 – Live 2002

### Raccolte
- 1991 – Out of the Darkness, Into the Light (1987-89)